# Quepapas
Quepapas son bolitas de queso, papa,chile y cebolla,del tamaño de un bocado vendidas por Pizza Hut como un plato para acompañar las pizzas.
Fueron introducidas a principios de la década de 2000 en México y sólo hasta el 2005 fueron introducidas al mercado estadounidense.
A diferencia de la creencia popular, el nombre Quepapas no viene de una adaptación de la frase coloquial "¿Que Pasa?" ni se separaría en las palabras "Qué" y "Papas", sino es la unión de las palabras "Queso" y "Papas", siendo estos dos sus principales ingredientes.
Actualmente se pueden conseguir en paquetes promocionales de pizza, aunque en la mayoría de los establecimientos en México en cajitas de doce piezas por el precio de 59 pesos mexicanos, mientras que en los Estados Unidos de Norteamérica se consiguen en cajitas de 15 piezas por el precio aproximado de 3,99 dólares americanos.
El éxito de las Quepapas es una de las razones por las que muchos prefieren adquirir Pizza Hut en lugar de la competencia más grande Dominos Pizza, quienes en respuesta introdujeron a finales de 2005 su propio platillo de papas llamado Papotas.